# WHDLoad
A WHDLoad egy AmigaOS operációs rendszer alatt futó szoftvercsomag, mely a merevlemezre történő programtelepítést segíti, pl. játékprogramok, illetve demók esetében, melyek eredetileg floppy lemezről egyedi ún. sávtöltő módszerrel működtek, esetleg saját fájlrendszert használtak.

## Történet
A WHDLoad telepítő-, illetve betöltőszoftver kifejlesztésének elsődleges oka az volt, hogy az Amigán futó játékprogramok egy része sajátosan kerülte meg az AmigaOS operációs rendszerrel való együttműködést, közvetlenül érte el és futott az Amiga hardverén, önkényesen használva annak egyes vezérlőregisztereit, memóriaterületeit, stb. Az újabb Amiga modellek hardverei nagymértékű átalakuláson mentek keresztül, mely változások olykor szembe mentek ezekkel az önkényes előfeltételezésekből kiinduló megoldásokkal, megakadályozva egyes játékprogramok futását az újabb hardvereken, vagy éppenséggel fordítva, az újabb szoftverek működését a régebbi hardvereken.
A WHDLoad lehetővé teszi, hogy az ilyen játékokat, demókat egy bizonyos módon AmigaOS-kompatibilis merevlemezre telepítsünk, majd onnan futtassuk, akár újabb hardveren is. Járulékos előnye a megoldásnak a floppy-lemezekre jellemző hosszadalmas betöltési idők nagymértékű lerövidülése, illetve a lemezcserék szükségességének megszüntetése.
Az első nyilvános kiadás 1996. szeptember 5-én jelent meg és 2020 februárjában a 18.6 verziónál tart a fejlesztés.

## Programjellemzők
A WHDLoad lényegében megkerüli az Amiga operációs rendszerét a jobb kompatibilitás érdekében és egy védett programkörnyezetet biztosít a futtatott programnak, illetve floppy vagy CD képfájlnak. Ez azért lényeges, mert az Amiga termékei nagyon tág határok között mozgó hardverspecifikációkkal rendelkeztek.
Teljesen átveszi az AmigaOS helyett az irányítást, mely bizonyos esetekben (pl. TCP/IP stack) problémát okozhat, ez azonban a futtatott játékprogramból való kilépés után megszűnik, mivel az operációs rendszer visszatér normál állapotába.
A WHDLoaddal telepített játékok és demók lemezképfájlként tárolódnak az AmigaOS fájlrendszerében. Ezek a "slave" fájlok szabadon elérhetők az Interneten, de tartalmukra - az eredeti játékprogramokra - a legtöbb esetben ugyanúgy érvényesek a szerzői jogok. A WHDLoad "Slave" interfésze az operációs rendszerbe integrálódik, így a slave fájlok dupla kattintással bármikor futtathatók.

## Működés
Az alábbi táblázat összefoglalja a program működését:
| Folyamatot végző   | Végrehajtott folyamatok |
| ------------------ | --- |
| Felhasználó        | * elindítja a demót vagy a játékot az ikonjára klikkelve vagy parancssorból indítva |
| AmigaOS            | * betölti a WHDLoad programot és elindítja |
| WHDLoad            | * ellenőrzi a szoftver és hardver környezetet * betölti és ellenőrzi a Slave-et * lefoglalja az installált programhoz szükséges memóriát * ha a Preload/S be van kapcsolva, betölti a lemez képmásokat és a fájlokat a memóriába (ha van elég) * leállítja a rendszert (kikapcsolja a multitask-ot és a megszakításokat, átkapcsolja a grafikus hardvert OCS módba, minden hardvert kezdőállapotba hoz) * átugrik a Slave-re |
| Slave              | * betölti az installált program fő indítóját egy WHDLoad funkció segítségével (pl. resload_DiskLoad vagy resload_LoadFile) * kijavítja a fő indítót (hogy a program a Slave-en keresztül töltse be az adatokat, kompatibilitási problémák, engedélyezi a kilépést * meghívja a fő indítót |
| Installált program | * teszi a dolgát * adatok betöltésénél meghívja a Slave-et (mert a Slave már módosította hogy ezt tegye), és Slave meghívja a WHDLoad-tot, és a WHDLoad részben engedélyezi a rendszernek az adatok betöltését (csak akkor ha az adat nem Preload), aztán visszatér, visszatér és az installált program fut tovább |
| Felhasználó        | * kilép a programból a QuitKey megnyomásával |
| Slave              | * visszatér a WHDLoad-hoz a resload_Abort funkcióval |
| WHDLoad            | * engedélyezi a rendszert (visszaállítja a hardver regisztereket, képernyőt és memóriát) * felszabadítja az összes lefoglalt erőforrást * visszatér a rendszerbe |

## Rendszerkövetelmények
- CPU 68000 (68010+ ajánlott)
- Kickstart 2.0 (verzió 37+)
- min. 1.0 MB RAM (2-4 MB ajánlott)[7]

## Fordítás
- Ez a szócikk részben vagy egészben  a   WHDLoad című angol Wikipédia-szócikk fordításán alapul.  Az eredeti cikk szerkesztőit annak laptörténete sorolja fel. Ez a jelzés csupán a megfogalmazás eredetét és a szerzői jogokat jelzi, nem szolgál a cikkben szereplő információk forrásmegjelöléseként.